# فرقة المشاة الخمسين (الفيرماخت)
فرقة المشاة الخمسين (بالألمانية: 50. Infanterie-Division)‏ فرقة المشاة ) كانت فرقة ألمانية في الحرب العالمية الثانية. تم تشكيلها في 26 أغسطس 1939 من Grenzkommandantur Küstrin.

## ترتيب رالمعركة

### 50. فرقة المشاة 1939
- فوج المشاة 121
- فوج المشاة 122
- فوج المشاة 123
- المدفعية-أبيلتونج 150
- كتيبة المقدمة 71
- Nachrichten-Abteilung 71
- 354

### 50. فرقة المشاة 1940
- فوج المشاة 121
- فوج المشاة 122
- فوج المشاة 123
- مدفعية فوج 150
- كتيبة المقدمة 71
- بانزيربوير-أبيلتونج 150
- Radfahr-Schwadron 150
- Nachrichten-Abteilung 71
- فرقة المشاة Nachschubführer 150

### 50. فرقة المشاة 1944
- فوج جرينادير 121
- فوج جرينادير 122
- فوج جرينادير 123
- كتيبة فوسيلير 50
- مدفعية فوج 150
- بانزيرجير - أبيلتونج 150
- كتيبة فيلدراتساتس 150
- Versorgungsregiment 150
- Infanterie-Divisions-Nachrichten-Abteilung 150

### 50. فرقة المشاة 1945
تم تدمير الوحدة في جيب Heiligenbeil .

## القادة
- جينيرال لوتنانت Konrad Sorsche ، 1 سبتمبر 1939   - 25 أكتوبر 1940
- غنرال أوبرست كارل أدولف هوليدت، 25 أكتوبر 1940   - 23 يناير 1942
- جينيرال لوتنانت أوقست شميت، 31 يناير 1942   - 1 مارس 1942
- جينيرال لوتنانت Friedrich Schmidt ، 1 مارس 1942   - 26 يونيو 1943
- جينيرال لوتنانت فريدريش سيكست، 26 يونيو 1943   - 30 أبريل 1944
- جينيرال لوتنانت بول بيتز، 30 أبريل 1944   - 9 مايو 1944
- اللواء جورج هاوس، 5 يونيو 1944   - 18 أبريل 1945
- اللواء كورت دومانسكي، 18 أبريل 1945   - 28 أبريل 1945
- أوبرست ريبرت، 28 أبريل 1945   - مايو 1945